# Ezzolied
Le poème Ezzolied (« chant d'Ezzo »), aussi connu sous son nom latin Cantilena de miraculis Christi  est un poème médiéval en moyen haut-allemand ; il est attribué à Ezzo, un étudiant et prêtre de Bamberg qui l'aurait rédigé aux alentours de 1060.

## Contenu
Le poème relate une vie du Christ.